# 戸田駅 (埼玉県)

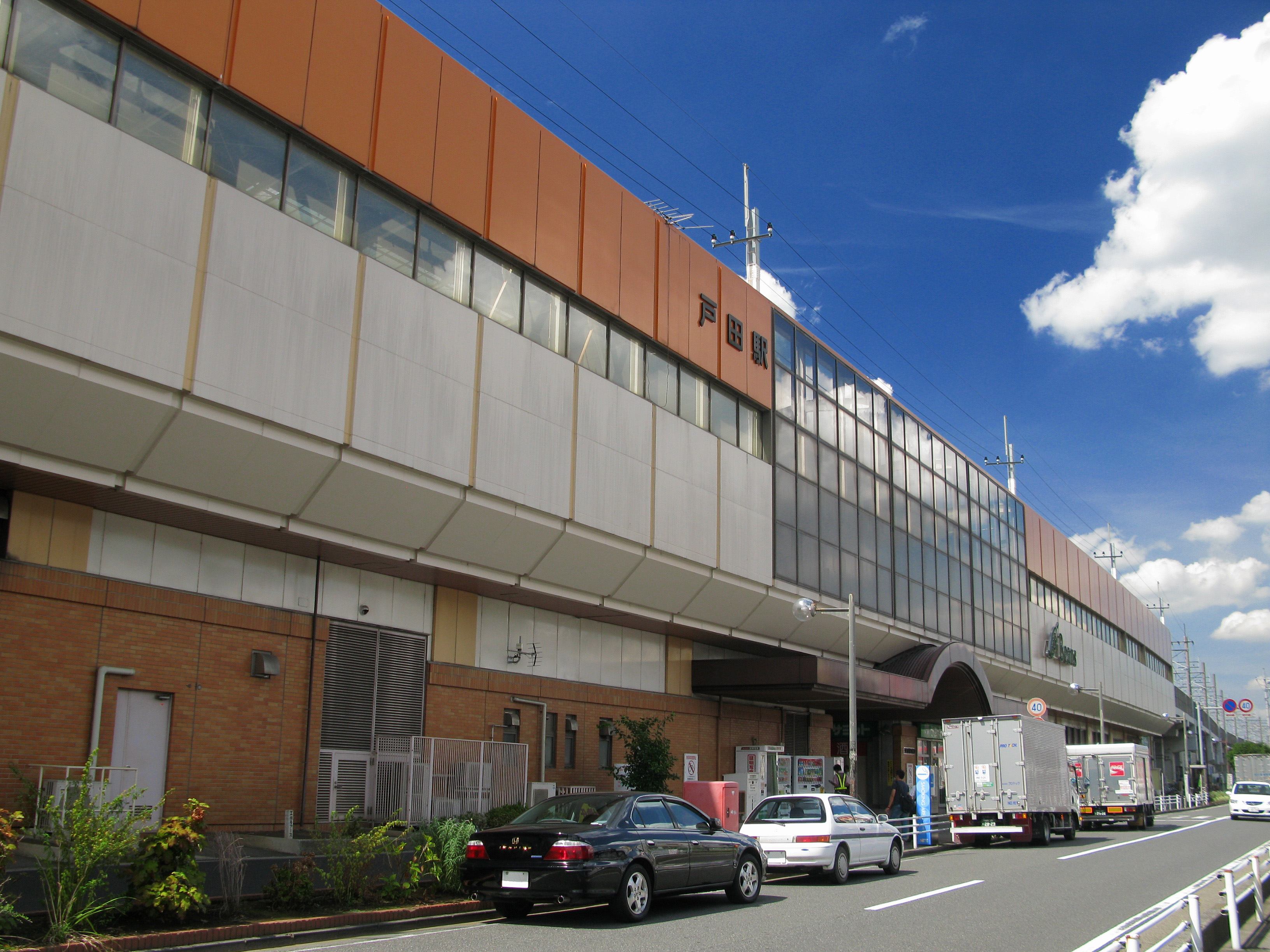
東口（2012年9月）

戸田駅（とだえき）は、埼玉県戸田市大字新曽字柳原にある、東日本旅客鉄道（JR東日本）の駅である。駅番号はJA 19。
当駅に乗り入れている路線は、線路名称上は東北本線（支線）であるが、運転系統上は埼京線として案内される。

## 歴史
埼京線開通以前の戸田市内は「陸の孤島」と呼ばれていたほど交通の便が悪かったが、路線開通により市内には当駅および戸田公園駅・北戸田駅が開業し、交通の便が向上した。

### 年表
- 1985年（昭和60年）9月30日：国鉄の駅として開業する[3]。
- 1987年（昭和62年）4月1日：国鉄分割民営化に伴い、東日本旅客鉄道（JR東日本）の駅となる[3]。
- 1992年（平成4年）7月2日：自動改札機を設置し、使用を開始する[4]。
- 1995年（平成7年）4月15日：駅ビル「ビーンズ戸田」が開業[5]。
- 2001年（平成13年）11月18日：ICカード「Suica」の利用が可能となる[広報 1]。
- 2007年（平成19年）
  - 8月1日：1番線の発車メロディが戸田市歌「ああ わが戸田市」に変更[6][7]。
  - 10月31日：みどりの窓口の営業を終了。
- 2023年（令和5年）3月10日：2022年3月13日をもって閉店したサミットストア戸田駅店の跡地にオリンピック戸田店がオープン[8]。
- 2025年（令和7年）4月16日：2番線の発車メロディが「首都圏5番」に変更[9]。

## 駅構造
島式ホーム1面2線を有する高架駅である。
戸田公園駅管理の業務委託駅（JR東日本ステーションサービス委託）である。改札口はホーム下に1か所、出入口は西口・東口の2か所にそれぞれ設置されている。自動券売機、指定席券売機は改札手前左手に設置されている。なお、お客さまサポートコールシステムが導入されており、早朝および一部の日中時間帯は遠隔対応のため改札係員は不在となる。
改札口を出て正面にオリンピック戸田店、左手にNewDays戸田など7店舗が出店するジェイアール東日本都市開発運営の駅ビル「ビーンズ戸田」がある。
改札階とホームとの間を連絡するエレベーターが1基設置されている。また、改札階と改札内コンコースとの間、改札内コンコースとホームとの間を連絡する上りエスカレーターが各1基設置されている。西口ロータリーには車椅子用のスロープがある。
トイレは、改札内コンコースに男女別に1か所設置されている。

### のりば
| 番線 | 路線   | 方向 | 行先                                     |
| ---- | ------ | ---- | ---------------------------------------- |
| 1    | 埼京線 | 南行 | 池袋・新宿・大崎・りんかい線・相鉄線方面 |
| 1    | 埼京線 | 上り | 池袋・新宿・大崎・りんかい線・相鉄線方面 |
| 2    | 埼京線 | 北行 | 武蔵浦和・大宮・川越線方面               |
| 2    | 埼京線 | 下り | 武蔵浦和・大宮・川越線方面               |

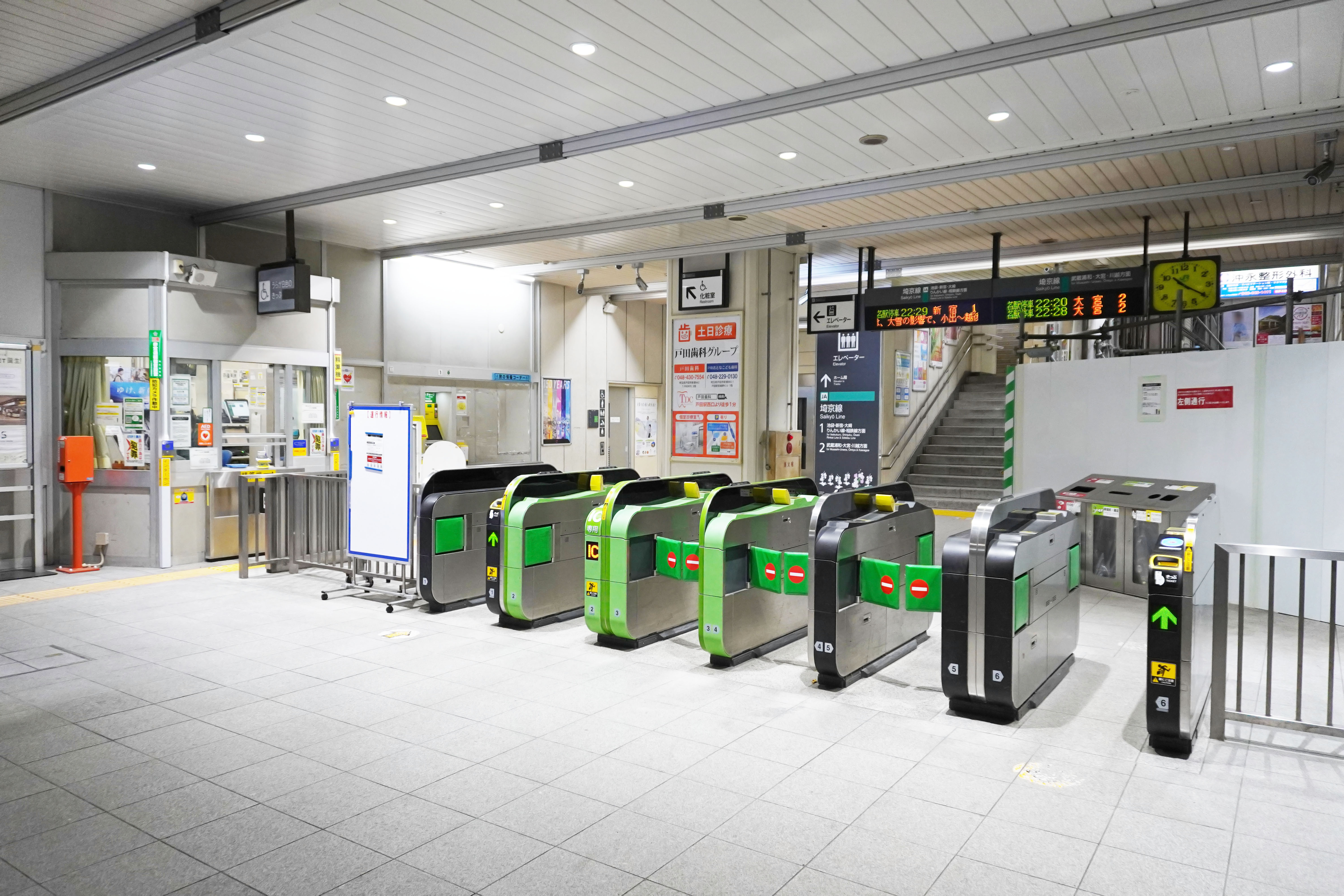
改札口（2023年1月）
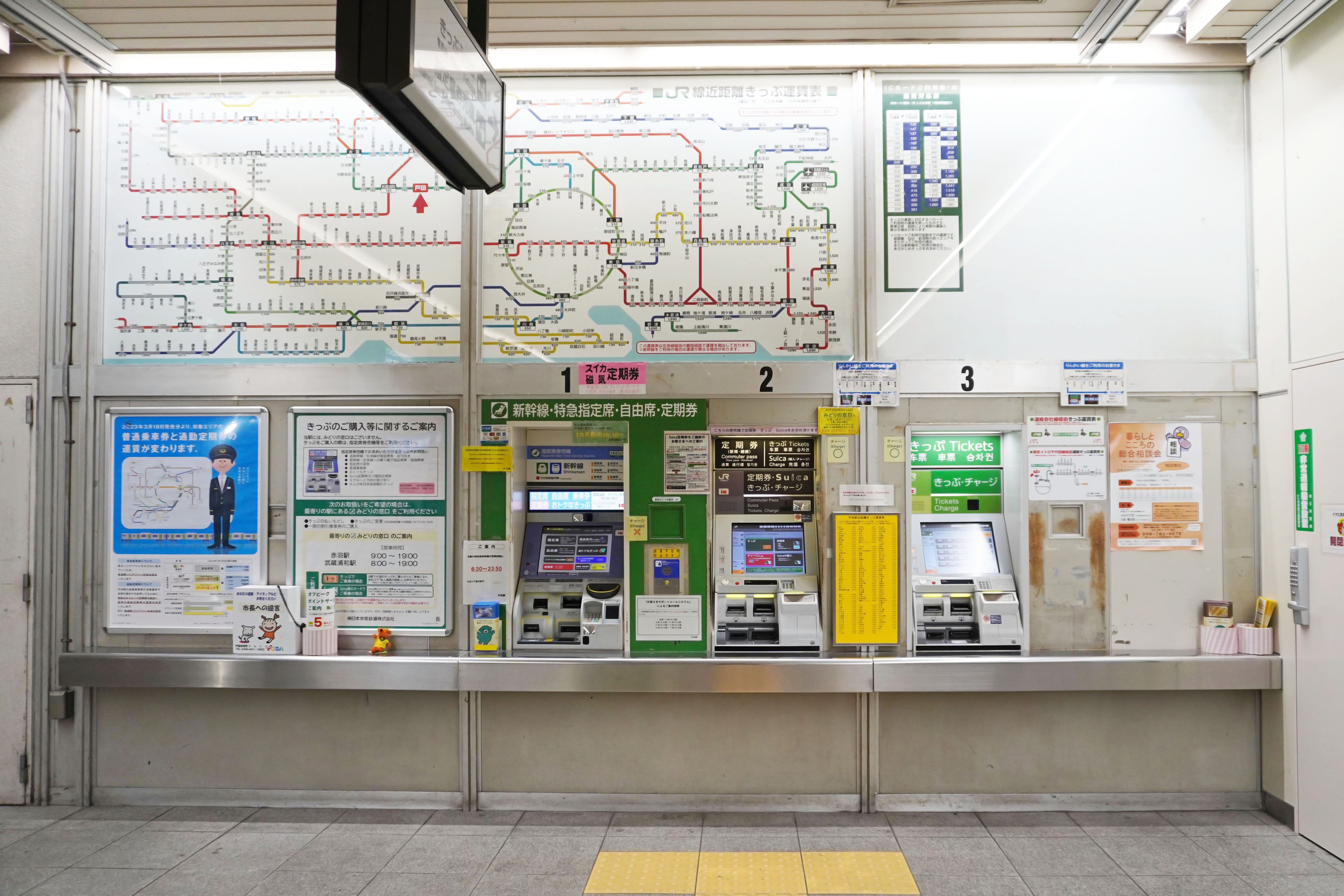
自動券売機（2023年1月）
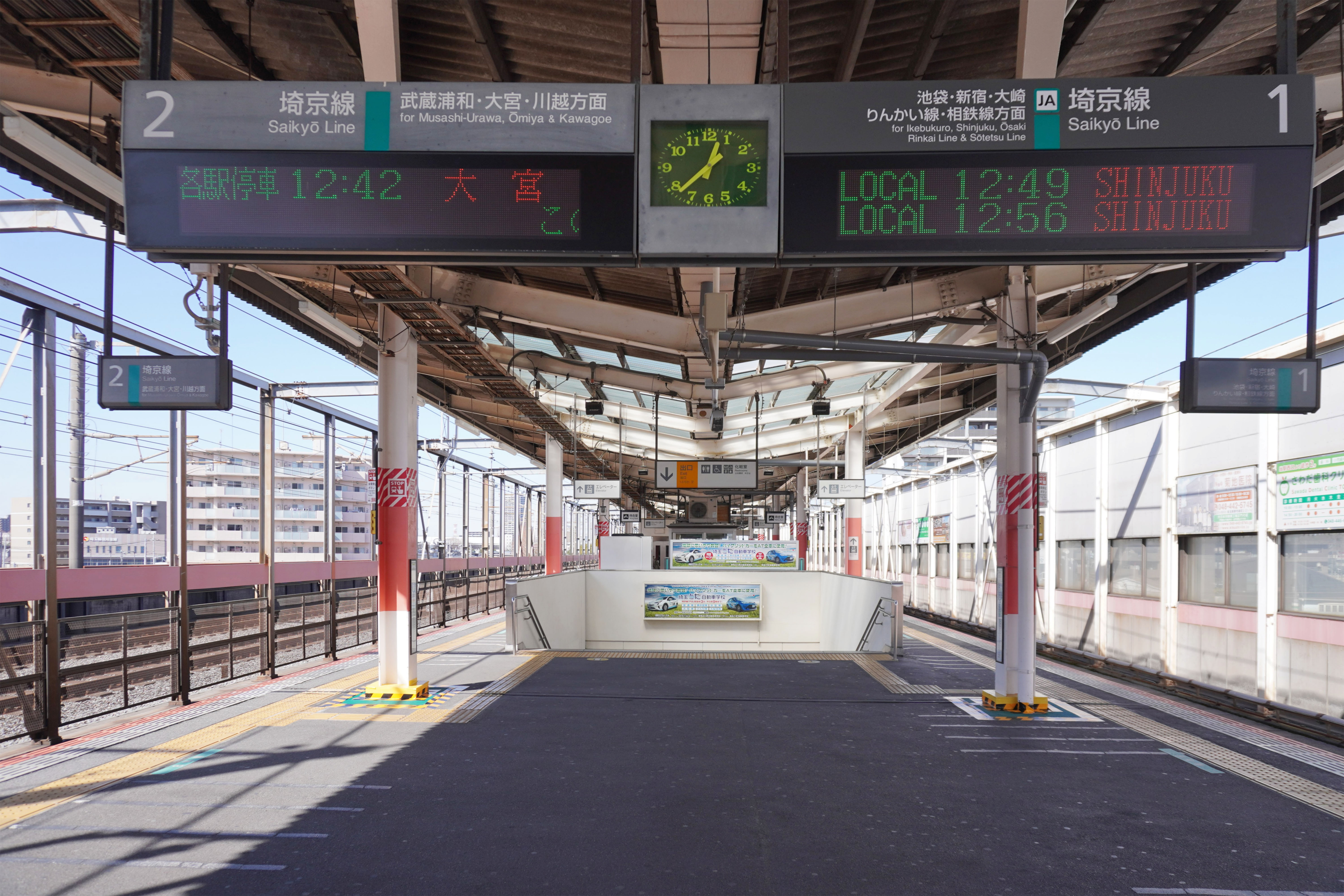
ホーム（2024年2月）

### 発車メロディ
1番線は戸田市歌である「ああ わが戸田市」、2番線はテイチク製の発車メロディが使用されている。2番線のみ2025年4月16日に変更された。
| 1 | JA | ああ わが戸田市 |
| 2 | JA | JRE-IKST-006-02 |

### ステーションカラー
1985年（昭和60年）開業の埼京線の駅（北赤羽 - 北与野間）では、駅毎に異なるステーションカラーが設定されている。当駅のステーションカラーはバーミリオン（■）である。

## 利用状況
2023年度（令和5年度）の1日平均乗車人員は20,386人である。
開業後の1日平均乗車人員の推移は下表のとおりである。年度全体の乗車人員を365（閏日が入る年度は366）で除して1日平均乗車人員を求めており、計算で生じた小数点以下の値は切り捨てているため、定期外と定期の和は必ずしも合計と一致しない。
| 年度               | 1日平均乗車人員 | 1日平均乗車人員 | 1日平均乗車人員 | 出典              |
| 年度               | 定期外          | 定期            | 合計            | 出典              |
| ------------------ | --------------- | --------------- | --------------- | ----------------- |
| 1985年（昭和60年） |                 |                 | 3,817           |                   |
| 1986年（昭和61年） |                 |                 | 6,076           |                   |
| 1987年（昭和62年） |                 |                 | 5,149           |                   |
| 1988年（昭和63年） |                 |                 | 9,390           |                   |
| 1989年（平成元年） |                 |                 | 10,384          |                   |
| 1990年（平成02年） |                 |                 | 11,094          |                   |
| 1991年（平成03年） |                 |                 | 11,832          |                   |
| 1992年（平成04年） |                 |                 | 12,275          |                   |
| 1993年（平成05年） |                 |                 | 12,257          |                   |
| 1994年（平成06年） |                 |                 | 12,726          |                   |
| 1995年（平成07年） |                 |                 | 13,464          |                   |
| 1996年（平成08年） |                 |                 | 14,155          |                   |
| 1997年（平成09年） | 3,576           | 10,891          | 14,467          |                   |
| 1998年（平成10年） | 3,638           | 10,723          | 14,361          |                   |
| 1999年（平成11年） | 3,706           | 10,527          | 14,233          | [ 埼玉県統計 1 ]  |
| 2000年（平成12年） | 3,726           | 10,510          | 14,236          | [ 埼玉県統計 2 ]  |
| 2001年（平成13年） | 3,795           | 10,505          | 14,300          | [ 埼玉県統計 3 ]  |
| 2002年（平成14年） | 3,902           | 10,686          | 14,589          | [ 埼玉県統計 4 ]  |
| 2003年（平成15年） | 4,160           | 10,998          | 15,158          | [ 埼玉県統計 5 ]  |
| 2004年（平成16年） | 4,240           | 11,178          | 15,418          | [ 埼玉県統計 6 ]  |
| 2005年（平成17年） | 4,313           | 11,433          | 15,746          | [ 埼玉県統計 7 ]  |
| 2006年（平成18年） | 4,407           | 11,662          | 16,069          | [ 埼玉県統計 8 ]  |
| 2007年（平成19年） | 4,487           | 11,792          | 16,279          | [ 埼玉県統計 9 ]  |
| 2008年（平成20年） | 4,417           | 11,840          | 16,257          | [ 埼玉県統計 10 ] |
| 2009年（平成21年） | 4,380           | 11,844          | 16,225          | [ 埼玉県統計 11 ] |
| 2010年（平成22年） | 4,360           | 12,451          | 16,811          | [ 埼玉県統計 12 ] |
| 2011年（平成23年） | 4,439           | 12,545          | 16,985          | [ 埼玉県統計 13 ] |
| 2012年（平成24年） | 4,645           | 12,728          | 17,373          | [ 埼玉県統計 14 ] |
| 2013年（平成25年） | 4,837           | 13,146          | 17,984          | [ 埼玉県統計 15 ] |
| 2014年（平成26年） | 4,895           | 13,150          | 18,046          | [ 埼玉県統計 16 ] |
| 2015年（平成27年） | 5,081           | 13,731          | 18,813          | [ 埼玉県統計 17 ] |
| 2016年（平成28年） | 5,287           | 14,102          | 19,389          | [ 埼玉県統計 18 ] |
| 2017年（平成29年） | 5,527           | 14,638          | 20,166          | [ 埼玉県統計 19 ] |
| 2018年（平成30年） | 5,735           | 15,176          | 20,911          | [ 埼玉県統計 20 ] |
| 2019年（令和元年） | 5,651           | 15,704          | 21,355          | [ 埼玉県統計 21 ] |
| 2020年（令和02年） | 4,327           | 12,784          | 17,111          | [ 埼玉県統計 22 ] |
| 2021年（令和03年） | 5,102           | 12,959          | 18,061          |                   |
| 2022年（令和04年） | 5,788           | 13,471          | 19,259          |                   |
| 2023年（令和05年） | 6,202           | 14,183          | 20,386          |                   |

備考
1. ↑  1985年9月30日開業。開業日から翌年3月31日までの計183日間を集計したデータ。

## 駅周辺
当駅周辺は東京のベッドタウンとされる。地理的に戸田市の中心に位置し、市役所に近く、教育施設も点在している。駅前には各商業施設も立地するが、おおむね閑静な住宅街が広がっている。
ガード下南北にそれぞれ市営の大型駐輪場があり、ラッシュ時には混み合う。また、北ガード下に「憩いの広場～戸田一番地」があり、木製の机やベンチ、自動販売機が設置されている。

### 東口
駅のある新曽方面から、上戸田方面へと繋がり、蕨市との市境も近い。戸田市の中枢地区を形成し、駅開業前からの狭い路地なども存在する。北を北大通り、南を市役所南通りに囲まれ、比較的閑静な住宅街が広がっている。西口と異なりロータリーは設置されていないが、「戸田駅市民花壇」がある。区画整理による再開発で、大規模なマンションなどの建築が盛んである。
- 戸田市役所
- 戸田市文化会館
- 後谷公園
- 富士見公園
- 戸田市立健康福祉の杜
- 戸田中央総合健康管理センター
- 埼玉県蕨警察署
- 蕨郵便局
- 上戸田郵便局
- きらぼし銀行 戸田支店
- 群馬銀行 戸田支店
- 埼玉とだ自動車学校
- JR東日本 戸田開閉所
- ビバモール蕨錦町（2021年3月10日オープン。旧イトーヨーカドー 錦町店）
  - ヤオコー蕨錦町店
  - DAISO ビバモール蕨錦町店

### 西口
ロータリーがあり、タクシー乗車も基本的には、この西口ロータリーからとなる。駅のある新曽方面から、本町方面や笹目方面へと広がる。東口同様に北を北大通り、南を市役所南通りに囲まれているが、「戸田翔陽高校（南）」交差点で両通りが合流し、以西は北大通りとなっている。駅開業後に順次開発が行われており、現在はロータリーの大型化や周辺道路の新設等に向けて工事が進められている。
商業施設
- T-FRONTE
  - オーケー 戸田駅前店
  - DAISO ティーフロンテ戸田店
  - ノジマ 戸田駅前店
- ヤオコー戸田駅前店

公共施設
- 戸田市立図書館本館
- 戸田市立郷土博物館
- 戸田市スポーツセンター
- 戸田市消防本部
- 蕨警察署戸田駅前交番

教育機関
- 埼玉県立戸田翔陽高等学校
- 戸田市立新曽中学校
- 戸田市立新曽北小学校

郵便局
- 戸田新曽郵便局

## バス路線

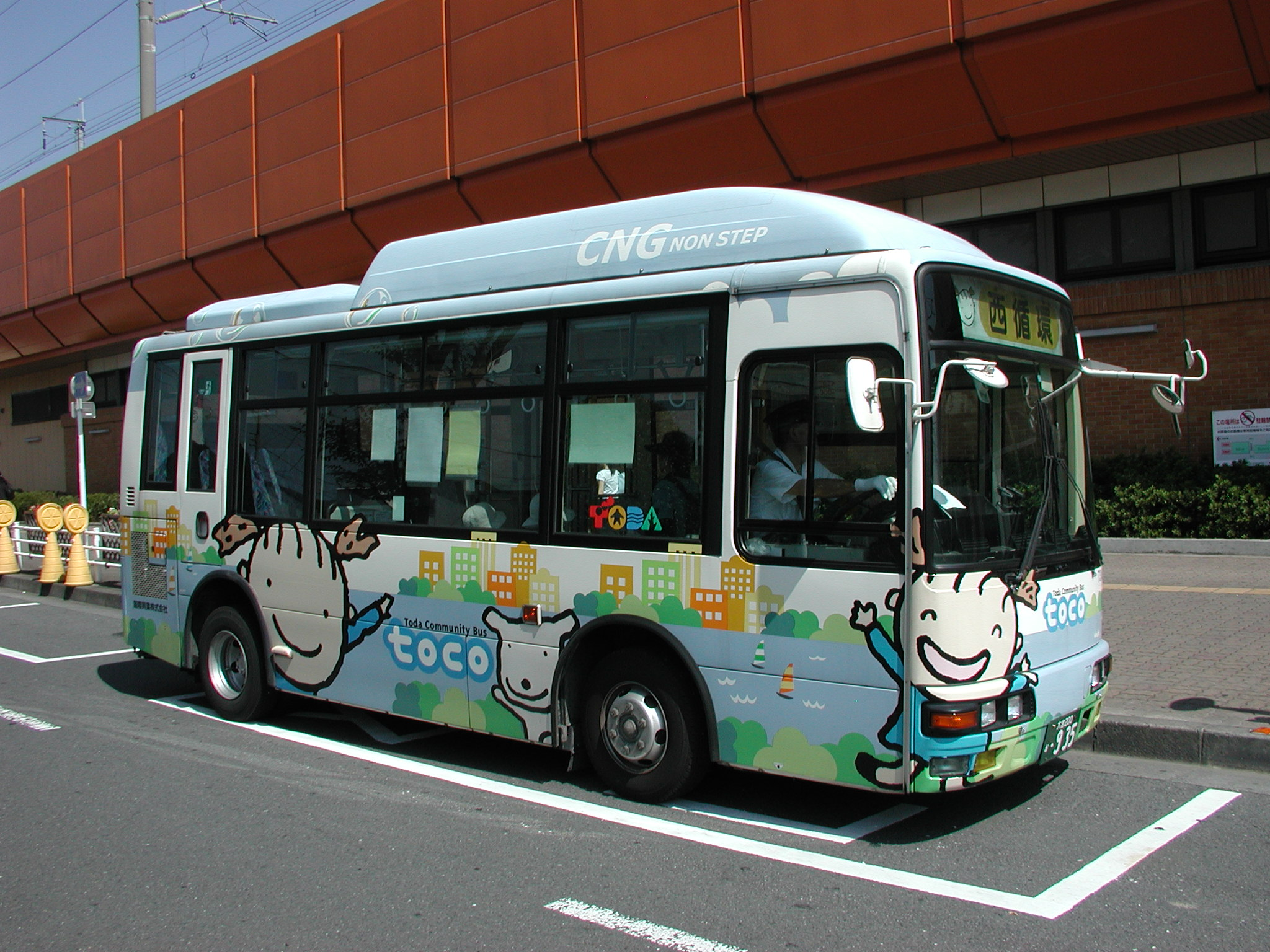
西口に停車する戸田市コミュニティバス『toco』西循環の車両（2007年9月）

すべて国際興業バスにより運行されている。
戸田駅（西口ロータリー）
- 戸田市コミュニティバス「toco」
  - 西循環：スポーツセンター・下笹目方面

戸田駅入口（戸田駅南ガード下）
- 西川62：北戸田駅行き／西川口駅西口行き
- 蕨54：下笹目行き／蕨駅西口行き

## その他
JRグループ内では山陽本線にも同名の「戸田（へた）駅」があることから、乗車券面上では区別するために、所属路線である東北本線を意味する字を冠し「（北）戸田」と記載されることもある。
電報略号はタトが付与されている。なお、「トタ」は豊田駅に付与されている。

## 隣の駅
東日本旅客鉄道（JR東日本）
 埼京線
■通勤快速・■快速
通過
■各駅停車
戸田公園駅 (JA 18) - 戸田駅 (JA 19) - 北戸田駅 (JA 20)

### 記事本文

##### 広報資料・プレスリリースなど一次資料
1. ↑  “Suicaご利用可能エリアマップ（2001年11月18日当初）” (PDF).   東日本旅客鉄道. 2019年7月27日時点のオリジナルよりアーカイブ。2020年4月29日閲覧。

### 利用状況
JRの1日平均利用客数
1. ↑  各駅の乗車人員 - JR東日本

JR東日本の2000年度以降の乗車人員
1. ↑  各駅の乗車人員（2000年度） - JR東日本
2. ↑  各駅の乗車人員（2001年度） - JR東日本
3. ↑  各駅の乗車人員（2002年度） - JR東日本
4. ↑  各駅の乗車人員（2003年度） - JR東日本
5. ↑  各駅の乗車人員（2004年度） - JR東日本
6. ↑  各駅の乗車人員（2005年度） - JR東日本
7. ↑  各駅の乗車人員（2006年度） - JR東日本
8. ↑  各駅の乗車人員（2007年度） - JR東日本
9. ↑  各駅の乗車人員（2008年度） - JR東日本
10. ↑  各駅の乗車人員（2009年度） - JR東日本
11. ↑  各駅の乗車人員（2010年度） - JR東日本
12. ↑  各駅の乗車人員（2011年度） - JR東日本
13. 1 2 3  各駅の乗車人員（2012年度） - JR東日本
14. 1 2 3  各駅の乗車人員（2013年度） - JR東日本
15. 1 2 3  各駅の乗車人員（2014年度） - JR東日本
16. 1 2 3  各駅の乗車人員（2015年度） - JR東日本
17. 1 2 3  各駅の乗車人員（2016年度） - JR東日本
18. 1 2 3  各駅の乗車人員（2017年度） - JR東日本
19. 1 2 3  各駅の乗車人員（2018年度） - JR東日本
20. 1 2 3  各駅の乗車人員（2019年度） - JR東日本
21. 1 2 3  各駅の乗車人員（2020年度） - JR東日本
22. 1 2 3  各駅の乗車人員（2021年度） - JR東日本
23. 1 2 3  各駅の乗車人員（2022年度） - JR東日本
24. 1 2 3  各駅の乗車人員（2023年度） - JR東日本

JRの統計データ
1. ↑  埼玉県統計年鑑 - 埼玉県
2. ↑  統計とだ - 戸田市

埼玉県統計年鑑
1. ↑  埼玉県統計年鑑（平成12年）
2. ↑  埼玉県統計年鑑（平成13年）
3. ↑  埼玉県統計年鑑（平成14年）
4. ↑  埼玉県統計年鑑（平成15年）
5. ↑  埼玉県統計年鑑（平成16年）
6. ↑  埼玉県統計年鑑（平成17年）
7. ↑  埼玉県統計年鑑（平成18年）
8. ↑  埼玉県統計年鑑（平成19年）
9. ↑  埼玉県統計年鑑（平成20年）
10. ↑  埼玉県統計年鑑（平成21年）
11. ↑  埼玉県統計年鑑（平成22年）
12. ↑  埼玉県統計年鑑（平成23年）
13. ↑  埼玉県統計年鑑（平成24年）
14. ↑  埼玉県統計年鑑（平成25年）
15. ↑  埼玉県統計年鑑（平成26年）
16. ↑  埼玉県統計年鑑（平成27年）
17. ↑  埼玉県統計年鑑（平成28年）
18. ↑  埼玉県統計年鑑（平成29年）
19. ↑  埼玉県統計年鑑（平成30年）
20. ↑  埼玉県統計年鑑（令和元年）
21. ↑  埼玉県統計年鑑（令和2年）
22. ↑  埼玉県統計年鑑（令和3年）